# Valaam
Valaam (în rusă Валаам, în finlandeză Valamo) este un arhipelag în nordul lacului Ladoga, Karelia, Federația Rusă.